# Gunnar Jervill
Gunnar Jervill (Gotemburgo, 23 de noviembre de 1945) es un deportista sueco que compitió en tiro con arco, en la modalidad de arco recurvo.
Participó en dos Juegos Olímpicos de Verano en los años 1972 y 1976, obteniendo una medalla de plata en Múnich 1972 en la prueba individual. Ganó tres medallas en el Campeonato Europeo de Tiro con Arco al Aire Libre, en los años 1972 y 1976.

## Palmarés internacional
| Juegos Olímpicos                 | Juegos Olímpicos          | Juegos Olímpicos | Juegos Olímpicos |
| Año                              | Lugar                     | Medalla          | Prueba           |
| -------------------------------- | ------------------------- | ---------------- | ---------------- |
| 1972                             | Múnich (RFA)              | Medalla de plata | Individual       |
| Campeonato Europeo al Aire Libre |                           |                  |                  |
| Año                              | Lugar                     | Medalla          | Prueba           |
| 1972                             | Walferdingen (Luxemburgo) | Medalla de oro   | Individual       |
| 1972                             | Walferdingen (Luxemburgo) | Medalla de oro   | Equipo           |
| 1976                             | Copenhague (Dinamarca)    | Medalla de plata | Equipo           |